# René de Saint-Marceaux

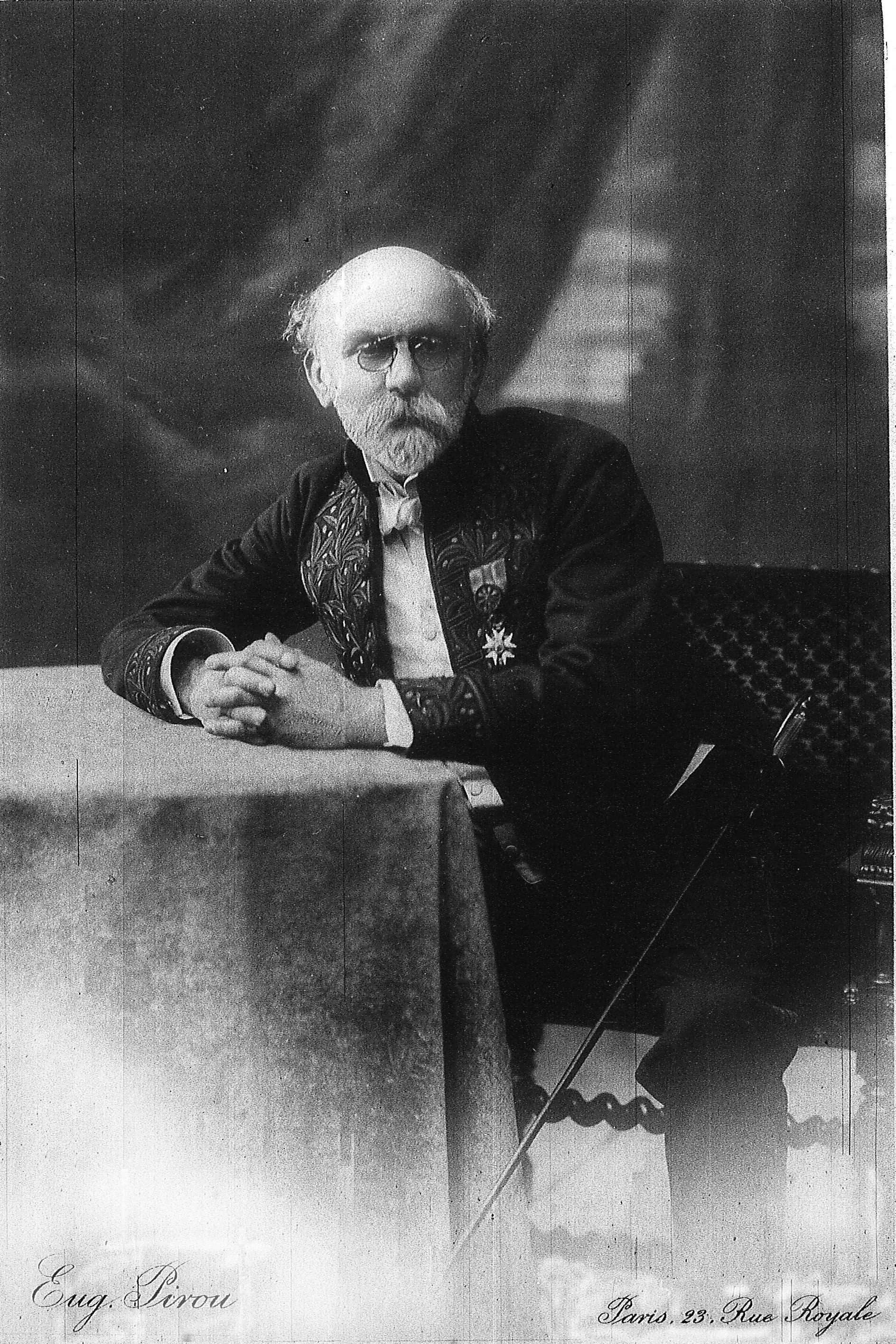
René de Saint-Marceaux (Académie des Beaux-Arts)

Charles René de Saint-Marceaux (* 23. September 1845 in Reims; † 23. April 1915 in Paris) war ein französischer Bildhauer. Zu seinen bekanntesten Werken gehört das Weltpost-Denkmal in Bern.
De Saint-Marceaux war ein Schüler des Bildhauers François Jouffroy und wurde 1905 zur Académie des Beaux-Arts zugelassen. Einige seiner zahlreichen Werke befinden sich im Musée d’Orsay in Paris. Da es sich aber hauptsächlich um größere Plastiken handelt, befinden sich auch einige in den Straßen und Plätzen seiner Geburtsstadt Reims. Zu seinen bekanntesten Werken zählen die Statue des Abbé Miroy (1873), Das Geheimnis des Grabes hütender Genius (1879), Champagnerschaum (1887) und die Grabstätte von Alexandre Dumas dem Jüngeren.
Saint-Marceaux war auch Medailleur und Sammler griechischer Münzen der Antike. Im Jahr 1907 wurde er beauftragt die Plakette für die Société française des Amis de la Médaille zu schaffen.